# Michael Buffer

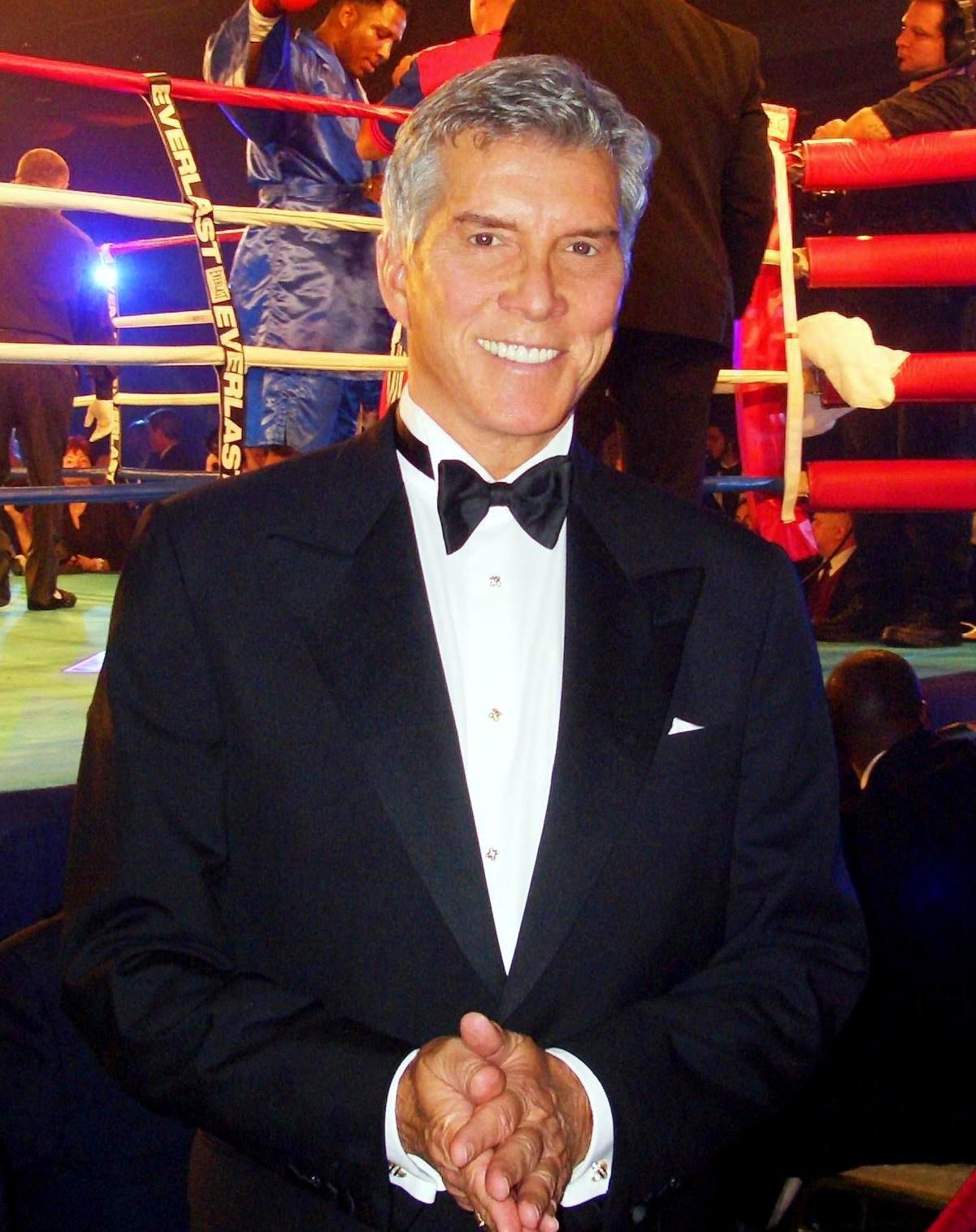
Michael Buffer (2007)

Michael Buffer (* 2. November 1944 in Philadelphia, Pennsylvania) ist ein US-amerikanischer Entertainer. Er gilt als der bekannteste Ansager von Sportveranstaltungen, insbesondere von Boxkämpfen, weltweit. Buffers Markenzeichen sind ein Smoking mit schwarzer Fliege sowie der lautstark vorgetragene Schlachtruf „Let’s get ready to rumble“.

## Biografie
Michael Buffers leiblicher Vater Joseph Buffer war Marinesoldat. Nach seiner Rückkehr aus dem Zweiten Weltkrieg trennte er sich von seiner Ehefrau, die er im Alter von 19 Jahren geheiratet hatte. Der elf Monate alte Michael wurde daraufhin in eine Pflegefamilie gegeben. Sein Pflegevater mit Namen Huber war Busfahrer. Im Alter von 20 Jahren meldete sich Michael Huber zum Militärdienst. Da ihn seine Pflegefamilie nicht adoptiert hatte, wurde er dort aber unter seinem Geburtsnamen Michael Buffer geführt.
Im Alter von 21 Jahren heiratete Buffer zum ersten Mal. Seine Frau bekam zwei Söhne, bevor die Ehe nach sieben Jahren geschieden wurde. Auch seine zweite Ehe, die er im Jahr 1999 schloss, besteht inzwischen nicht mehr.
1967 verließ Buffer die Armee und jobbte kurzzeitig als Automobilkaufmann. Im gleichen Jahr begann er als Dressman zu arbeiten, unter anderem für die Modefirma Gucci.
1982 sah er gemeinsam mit einem seiner Söhne einen Boxkampf im Fernsehen, bei dem der Ringsprecher seinen Auftritt verpatzte. „Dad, das könntest du auch“, soll sein Sohn gesagt haben. Daraufhin bewarb sich der Dressman Buffer bei allen großen Hotels in Atlantic City, in denen Boxkämpfe veranstaltet wurden. Tatsächlich bekam er eine Chance, die er zunächst aber nicht nutzen konnte. Erst ab März 1983 gelang es ihm allmählich, sich als Ringsprecher zu etablieren.
1989 nahm sein leiblicher Vater Kontakt mit ihm auf, nachdem er Buffer im Fernsehen gesehen hatte. Michael und sein Halbbruder Bruce, den er daraufhin kennenlernte, beschlossen zusammenzuarbeiten.

## „Let’s get ready to rumble“
Buffers weltberühmter Ruf ist in den USA markenrechtlich geschützt und darf deshalb nur von Buffer selbst eingesetzt werden. Erstmals verwendet wurde er von ihm vermutlich 1984. Der Ringsprecher war damals auf der Suche nach einem Schlachtruf, mit dem sich vor einem Kampf die Stimmung rund um den Ring anheizen ließ. Dabei erinnerte er sich daran, dass Muhammad Ali einmal gesagt hatte: „Float like a butterfly, sting like a bee – rumble, young man, rumble“. Diesen Ausspruch hatte etwas später der TV-Kommentator Sal Marciano aufgenommen und gesagt: „We’re ready to rumble“. Aus beiden Zitaten entstand Buffers Aufforderung „Let’s get ready to rumble“.
Nachdem die Reaktion zunächst eher verhalten ausgefallen war, begann Buffer damit, am Tempo des Satzes zu feilen. Er fing damit an, die „R“s zu rollen und die „L“s und das „M“ in die Länge zu ziehen, bis er es schließlich schaffte, mit seinem Schlachtruf die erwünschte elektrisierende Wirkung auf das Publikum zu erzielen.

## Auftritte
Neben der Moderation unzähliger Boxkämpfe hat Michael Buffer bereits in vielen anderen Sportarten als Ansager gearbeitet, darunter bei der Baseball World Series der MLB, im Stanley-Cup-Finale (Eishockey) der NHL, bei den Meisterschaftsspielen der NBA (Basketball) und bei den Play-off-Spielen der NFL (American Football). Auch im Sport-Entertainment-Bereich, insbesondere in der inzwischen aufgelösten Wrestling-Liga WCW, ertönte Buffers „Let’s get ready to rumble“ regelmäßig vor wichtigen Titelkämpfen. Sein Debüt in der früheren Konkurrenzliga WWE feierte Buffer 2007 beim Saturday Night’s Main Event, als er einen Boxkampf zwischen Evander Holyfield und Matt Hardy ankündigte. Weiter war er Ringannouncer beim Royal Rumble 2008. Beide Events fanden im Madison Square Garden statt.
Neben seiner regelmäßigen Präsenz als Ansager ist Buffer auch in mehreren Kino- und Fernsehfilmen zu sehen gewesen. Dabei spielte er zumeist sich selbst und kündigte zur Handlung gehörende, fiktive Boxkämpfe an, unter anderem in den Boxerdramen Rocky V, Rocky Balboa, Creed und Zwei vom alten Schlag mit Sylvester Stallone, The Fighter, in einer Episode der Zeichentrick-Serie Die Simpsons sowie im Endzeitfilm 2012. 2019 hatte er einen Kurzauftritt in der Neuverfilmung von Dumbo. Etwas größer fiel seine Rolle als schurkenhafter Unternehmer Walbridge in der 2008 erschienenen Actionkomödie Leg dich nicht mit Zohan an an der Seite von Adam Sandler aus.
1996 veröffentlichte die Hamburger Musikfirma Mercury Records zusammen mit dem Komponisten und Produzenten Antonio Nunzio Catania „Scatman John“ aka Tony Catania „Let's get Ready to Rumble“ Ko's Michael Buffer. Es handelt sich um einen Dancefloor-Track, in den verschiedene Ansagen Buffers eingestreut sind. Der Titel erreichte Platz 20 in den deutschen Singlecharts.
Für verschiedene Videospiel-Konsolen sind außerdem die Boxspiele Ready 2 Rumble Boxing und Ready 2 Rumble Boxing Round 2 erschienen, in denen Buffers Stimme die einzelnen Kämpfe ankündigt. Auch in anderen Computer- und Videospielen ist Buffer zu hören.
Im deutschen Fernsehen ist Michael Buffer – seit 2006 im Wechsel mit Roman Roell – Ringsprecher der Boxkämpfe, die in der ARD live übertragen werden, ebenso bei den von RTL übertragenen Boxkämpfen von Vitali und Wladimir Klitschko.
Von 1. Januar 2011 bis 31. Dezember 2011 war Buffer als Werbefigur für die Media-Saturn-Holding in TV- und Radiowerbespots zu sehen und zu hören. Am 19. März 2011 hatte er – im Rahmen des später ebenfalls in Köln stattfindenden Boxkampfs zwischen Vitali Klitschko und Odlanier Solís – einen Auftritt bei Deutschland sucht den Superstar.
Anfang Dezember 2011 wurde bekannt, dass Buffer 2012 in die International Boxing Hall of Fame aufgenommen wird.
Am 3. März 2012 hatte Buffer im Rahmen des später in Düsseldorf stattfindenden Boxkampfs zwischen Wladimir Klitschko und Jean-Marc Mormeck erneut einen Auftritt bei Deutschland sucht den Superstar.